# Steve Kloves
Stephen Keith "Steve" Kloves (Austin (Texas), 18 maart 1960) is een Golden Globe en Academy Award-genomineerde Amerikaanse scenarioschrijver en het meest bekend voor de scripts van de Harry Potter-films. Hij trad ook enkele keren op als regisseur. 

## Carrière
- 1984 - Racing with the Moon
- 1989 - The Fabulous Baker Boys
- 1993 - Flesh and Bone
- 2000 - Wonder Boys
- 2001 - Harry Potter and the Philosopher's Stone
- 2002 - Harry Potter and the Chamber of Secrets
- 2004 - Harry Potter and the Prisoner of Azkaban
- 2005 - Harry Potter and the Goblet of Fire
- 2009 - Harry Potter and the Half-Blood Prince
- 2010 - Harry Potter and the Deathly Hallows: Part 1
- 2011 - Harry Potter and the Deathly Hallows: Part 2
- 2012 - The Amazing Spider-Man
- 2022 - Fantastic Beasts: The Secrets of Dumbledore